# HD 4058
HD4058 — хімічно пекулярна зоря спектрального класу A4, що має  видиму зоряну величину в
смузі V приблизно  4.9.
Вона знаходиться  у сузір'ї Кассіопея  й  розташована на відстані близько 175 світлових років від Сонця.

## Фізичні характеристики
Телескоп Гіппаркос зареєстрував  фотометричну змінність даної зорі з періодом 0,98 доби (23,57 годин) в межах від  Hmin= 5,02 до   Hmax= 5,00. HD4058 належить до класу еліпсоїдальних змінних зір й являє собою тісну подвійну систему, в якій зоря Головної послідовності набула еліпсоїдальної форми внаслідок дії припливних сил з боку близько-розташованого компактного супутника. Дана система не є затемнюваною й, відповідно, її фотометрична змінність пояснюється зміною площі видимої (з Землі) поверхні еліпсоїдальної зорі по мірі її орбітального руху навколо спільного з компакним супутником центру мас. Амплітуда такої змінності є досить маленькою й у випадку HD4058 становить 0,02 видимої зоряної величини. Період фотомертичної змінності 23,57 годин (0.98 доби) відповідає величині орбітального періоду обертання зорі навколо спільного центру мас.